# Murethach
Murethach (ou Muridac, Muiredach) est un moine irlandais du IXe siècle. Lettré et écolâtre il fut l'un des fondateurs de l'école carolingienne d'Auxerre.

## Biographie
Venant d'Irlande, il se rend à Metz. Puis, il devient l'un des quatre écolâtres de l'abbaye Saint-Germain d'Auxerre au IXe siècle. C'est lui qui est à l'origine, par ailleurs, de l'école carolingienne d'Auxerre où il enseigne la grammaire, et compte parmi ses disciples Haymon d'Auxerre.
Il est notamment l'auteur d'un commentaire de l'Ars major d'un grammairien antérieur : Donat.

## Œuvres
- Commentaire sur l'Ars major de Donat, éd. L. Holtz, In Donati artem majorem, Turnhout, 1977.
- Carmen adressé à Drogon, éd. B. Bischoff, Muridac doctissimus plebis, ein irischer Grammatiker des IX. Jahrhunderts, in Celtica, t.5, 1960, p.40-44, réimpression dans Mittelalterliche Studien, 2, Stuttgart, 1967, p. 51-56.

#### Ouvrage
- Alain Bataille, Pascal Dibie, Jean-Pierre Fontaine, Jean-Charles Guillaume, Jean-Paul Moreau, Ferdinand Pavy, Line Skorka, Gérard Taverdet et Marcel Vigreux (préf. Henri de Raincourt), Yonne., Paris, Editions Bonneton, avril 1992, 428 p. (ISBN 2-86253-124-3)

#### Article
- L. Holtz (dir.), « Murethach et l'influence de la culture irlandaise à Auxerre », L'École carolingienne d'Auxerre de Murethach à Remi, 830-908, Paris, Beauchesne,‎ 1991 (lire en ligne, consulté le 1er janvier 2017)